# Владислав Михаиловић
Владислав Михаиловић (27. октобар 1974) је српски глумац.
Дипломирао је на Факултету драмских уметности, 1998. године, у класи Миленка Маричића и Бранислава Мићуновића. Од 2000. године стални члан је позоришта Атељеа 212.
Брат је глумца Петра Михаиловића и син Милана Михаиловића.

## Филмографија
| Год.    | Назив                          | Улога                     |
| ------- | ------------------------------ | ------------------------- |
| 1990-те |                                |                           |
| 1996    | Горе-доле                      | Бошков шофер на сахрани   |
| 1998    | Породично благо                | фудбалер Јовић            |
| 2000-те |                                |                           |
| 2001    | Муње!                          |                           |
| 2002    | Брег чежње                     | Петар, студент            |
| 2002    | Заједничко путовање            |                           |
| 2004    | Карађорђе и позориште          | Станоје Главаш, Леонтије  |
| 2004    | Између изгубљеног и неодржаног | Глумац / Божидар Грујовић |
| 2004    | Смешне и друге приче           | Христос (2 еп. 2004-2005) |
| 2006    | Реконвалесценти                | Младић                    |
| 2006    | Шејтанов ратник                | Српски војник             |
| 2007    | Бора под окупацијом            |                           |
| 2009    | Шесто чуло                     |                           |
| 2010-те |                                |                           |
| 2019    | Црвени месец                   | Панта Драшкић             |

## Представе
| Представа                                        | Улога                      |
| ------------------------------------------------ | -------------------------- |
| Издаја                                           | Сами, дете глумац          |
| Очеви и оци                                      | Михајло                    |
| Роберто Цуко                                     | Тип 1                      |
| Мала љубав за мене или шта плаши Винсента Прајса | Хамлет                     |
| Страх и његов слуга                              | Поручник Макензен, Стражар |
| Хенрик IV                                        | Маркиз Карло ди Ноли       |
| Краљ Лир                                         | Кнез Бургундски            |
| Дон Жуан у Сохоу                                 | Пит                        |
| Бог пакла                                        | Велч                       |
| Облик ствари                                     | Адама                      |
| Харман                                           |                            |
| Свици                                            | Фелипе                     |
| Егзибициониста                                   | Џими Полак                 |
| Коса                                             | Племе/Давид                |
| Расправа са Ернестом Че Геваром                  | Хербарт Метјуз/Антонио     |
| Пошто паштета                                    | Комшија                    |
| Ревизор                                          | Кафански момак             |
| Свети Георгије убива аждају                      | Учитељ Мићун               |
| Ма шта ми рече                                   | Влада                      |